# Ēriks Koņeckis
Ēriks Koņeckis, auch Erich Konecki (* 9. Februar 1920 in Riga; † 2. Februar 2006 in Dortmund) war ein deutsch-lettischer Eishockeyspieler. Seine Söhne Erik Konecki und Ralf Konecki waren ebenfalls Eishockeyspieler.

## Leben
Ēriks Koņeckis war einer der besten europäischen Stürmer der 1950er Jahre, der sich durch seine versierte Technik auszeichnete. Seine Karriere begann in den 1930er Jahren beim HK ASK Riga. Für die lettische Nationalmannschaft nahm er 1939 an der Weltmeisterschaft teil.
Während des Zweiten Weltkriegs diente er als Deutsch-Balte in der lettischen Legion und kam so nach Deutschland.
Nach dem  Weltkrieg übersiedelte er nach Deutschland, womit seine erfolgreichste Zeit begann. Zuerst von 1945 bis 1948 beim HC Augsburg, dann der Wechsel nach Krefeld. Mit Preussen Krefeld wurde er als Spieler 1951 Deutscher Meister, den benachbarten Krefelder EV führte er als Trainer 1952 ebenfalls zur Deutschen Meisterschaft. 1959 zog er nach Dortmund, um dort weiterhin als Trainer aktiv zu sein. Bis 1963 stand er als Verantwortlicher des TuS Eintracht Dortmund an der Bande. Im Sommer 1964 konnten ihn die damaligen Verantwortlichen des neu gegründeten ERC Westfalen Dortmund zu einem Engagement als Trainer überzeugen. Zur Mannschaft gehörten dort auch seine beiden Söhne Ralf Konecki und Erik Konecki. Der Lette führte die Westfalen bis in die damals zweithöchste deutsche Spielklasse, die Oberliga. Die Saison 1971/72 war seine letzte als Cheftrainer des ERC Westfalen.
Für den Deutschen Eishockey-Bund war er bei der Weltmeisterschaft 1955 in Krefeld, Dortmund, Düsseldorf und Köln als Trainer dabei. Hier betreute er die deutsche B-Nationalmannschaft, welche überraschend – da außer Konkurrenz – den Gruppensieg erlangte.
2005 wurde er mit der Aufnahme in die „Hall of Fame Deutschland“ des Eishockeymuseums in Augsburg geehrt.

## Sportliche Laufbahn
- 1937–1938: HK ASK Riga 1937 und 1938 Meister aus Lettische Eishockeyliga
- 1939: Teilnahme mit der lettischen Nationalmannschaft an der Weltmeisterschaft
- 1945–1948: HC Augsburg
- 1948–1951: Preussen Krefeld 1951 Deutscher Meister
- 1952: Spielertrainer des KEV 1952 Deutscher Meister
- 1955: Wechsel zum Mannheimer ERC als Spielertrainer
- 1959–1963: Trainer der TuS Eintracht Dortmund
- 1964–1972: Trainer des ERC Westfalen Dortmund